# Ölanda kapell
Ölanda kapell är ett kapell som tillhör Västergötlands museum. På samma plats har det stått en mindre romansk stenkyrka från 1100- eller 1200-talet.

## Ölanda medeltidskyrka
Ölanda medeltidskyrka byggdes någon gång under 1100- eller 1200-talet och låg en gång på den plats där kapellet nu ligger. Det var en liten kyrka, endast 8,2 x 7,6 meter, i romansk stil och byggd av gråsten och kalksten. Ölanda socken slogs samman med Istrums socken på 1400-talet, och kyrkan togs då antagligen ur bruk.

## Kyrkobyggnaden
Ölanda kapell ligger på en kulle vid Ölanda gård i Istrums socken. Kapellet byggdes 1675-1677 i barockstil och tjänade som gårdskyrka till Ölanda gård som ägdes av greve Magnus Gabriel De la Gardie. Kapellet är åttkantigt i sten och försett med smideskrön och lanternin. Ölanda kapell påminner om de lusthus och paviljonger i barockstil som De la Gardie lät uppföra på bland annat Läckö.
Kapellet står på den gamla kyrkans kor och källaren har grävts ner genom detta och den eventuella absiden. Ölanda kapell har brukats både i trons tjänst och mer sekulära ändamål. Johan Fredrik de Bruce, herre på Ölanda 1757-1789, använde byggnaden som lusthus och studerkammare. Han lät installera en kakelugn för att hålla värmen och använde källaren som matkällare.
Friherrinnan Mathilda Gyllenhaal ingift i adelsätten Gyllenhaal som bodde på Ölanda egendom 1839–1849 var djupt troende katolik. Kapellet återfick i hennes ägo dess ursprungliga funktion, som en plats för andakt, bön och kontemplation. 
Kapellet stod sedan och förföll i många år. År 1928 lät släkten Winberg restaurera kapellet och skänkte det, tillsammans med den omgivande kyrkogården, sedan till Västergötlands fornminnesförening. Någon gång på 1940-talet rasade en av väggarna samman, och ersattes med en vägg av betong. År 1980 gjordes den senaste upprustningen av kapellet.

## Kettil Runskes gravmonument
Vid kapellet står ett romanskt gravmonument. Monumentet var en Eskilstunakista, men nu står endast gavelhällarna kvar. Senare kom det att förknippas med sagohjälten och trollkarlen Kettil Runske. Gravvården är ett av motiven i Suecia antiqua et hodierna.

## Bilder

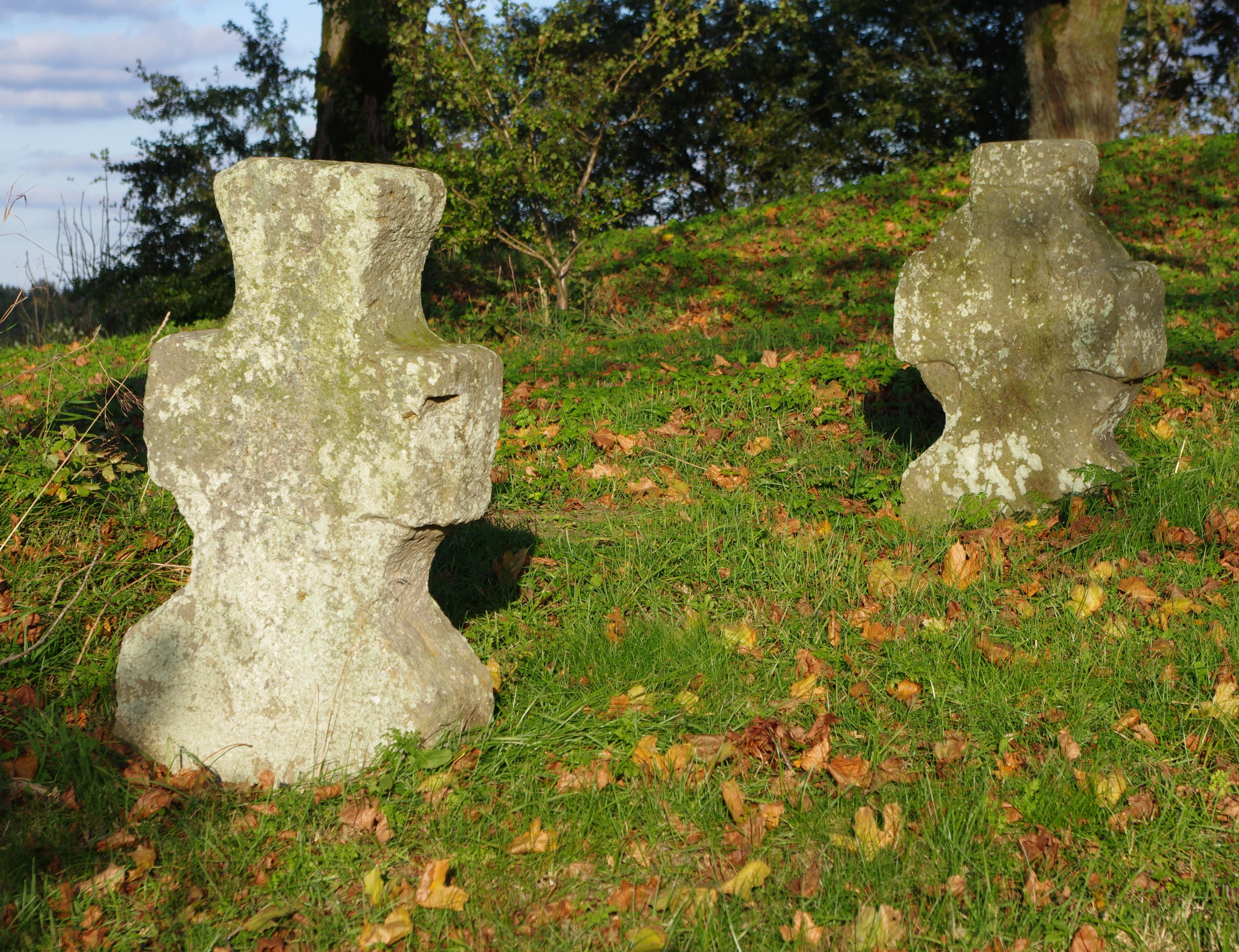
Gravvården 2011
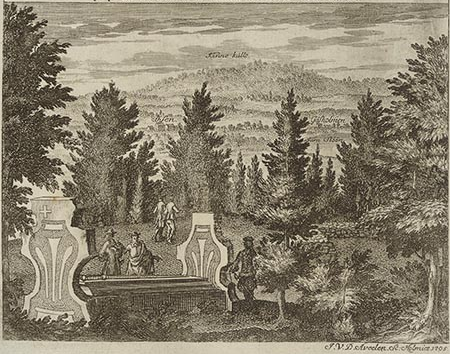
Gravvården i Suecia antiqua et hodierna 1705